# Crepuscular
|  | Aquest article tracta sobre els animals que són actius durant el crepuscle. Si cerqueu la il·luminació de l'atmosfera pels raigs del Sol als extrems de la nit, vegeu «crepuscle». |

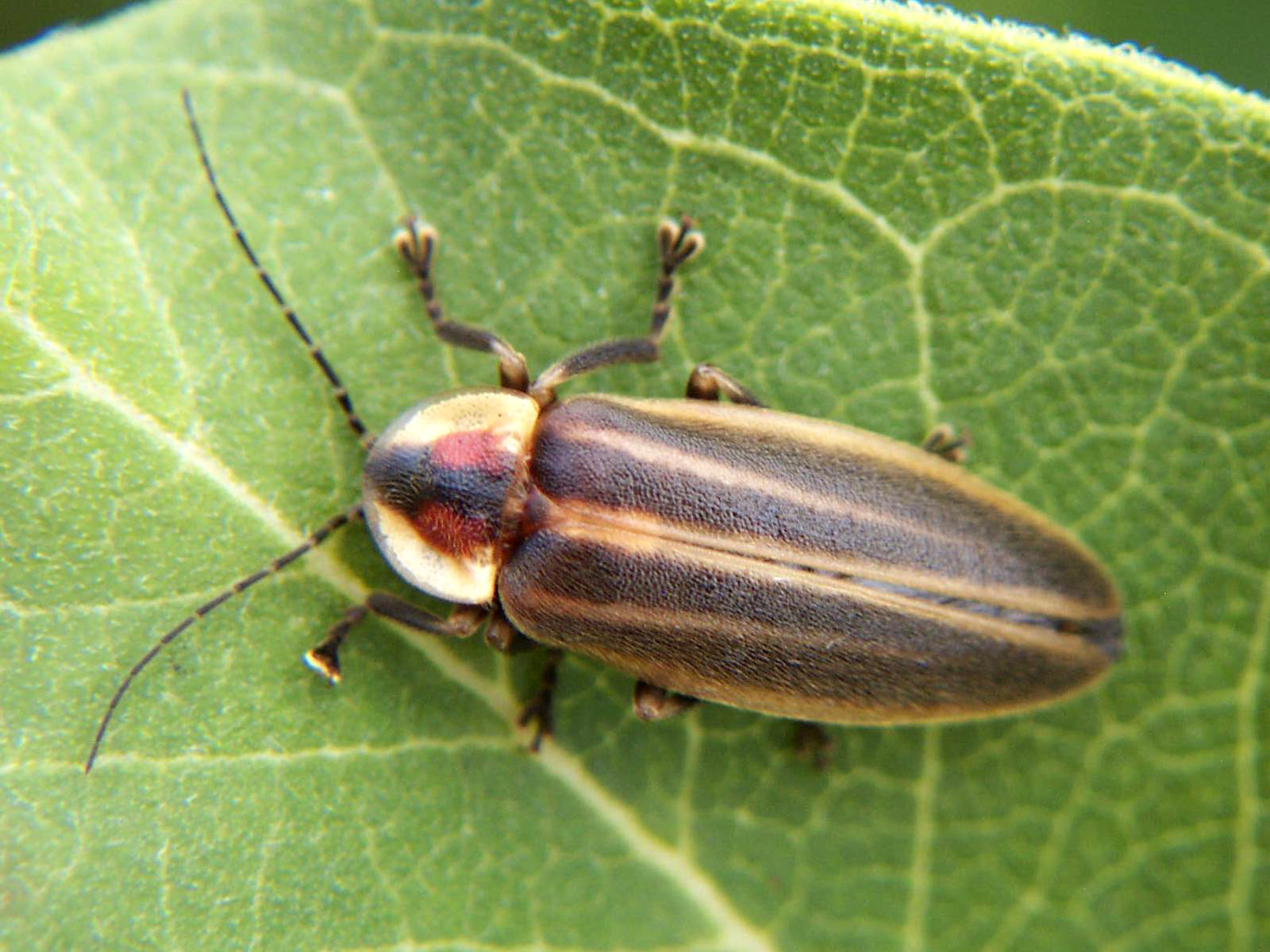
Lampírid adult, un coleòpter crepuscular.

Els animals crepusculars són actius principalment durant el crepuscle, és a dir, a l'alba i el vespre. El comportament crepuscular contrasta amb els comportaments diürn i nocturn. Els animals crepusculars també poden ser actius les nits ben il·luminades per la llum lunar.
Molts animals que són descrits informalment com a nocturns són en realitat crepusculars. Dins de la definició de crepuscular hi ha els adjectius matutí i vespertí, és a dir, espècies actives a l'alba i al vespre, respectivament. Es creu que aquests patrons d'activitat són una adaptació contra els predadors. Molts predadors surten de caça de nit, mentre que d'altres són actius al migdia i hi veuen millor al sol. Per tant, els costums crepusculars poden ajudar a reduir la depredació. A més, en àrees càlides, pot ser una manera d'evitar hipertèrmia tot aprofitant la llum disponible.